# Горки (муниципальный округ Егорьевск)
Го́рки — деревня в муниципальном округе Егорьевск Московской области России. 

## География
Деревня Горки расположена в северо-восточной части муниципального округа Егорьевск, примерно в 21 километре к северо-востоку от города Егорьевск. В 800 метрах к северу от деревни протекает река Поля. Высота над уровнем моря 129 метров.

## Название
Название происходит от термина гора — «участок высокого берега реки».

## История
До отмены крепостного права в России деревня принадлежала помещикам Леоновым, Викулиной, Белостоцкой, Коростовцевой и Фёдоровой. После 1861 года деревня вошла в состав Старо-Василевской волости Егорьевского уезда. Приход находился в селе Шатур.
В 1926 году деревня входила в Мало-Гридинский сельсовет Поминовской волости Егорьевского уезда. В 1926—1939 годах — центр Горковского сельсовета.
До 1994 года Горки входили в состав Саввинского сельсовета Егорьевского района, а в 1994—2006 годы — Саввинского сельского округа.
До 2015 года  входила в состав сельского поселения Саввинское.
В 2015 году вошла в состав городского округа Егорьевск, образованного в том же году путем упразднения Егорьевского района и объединения всех его поселений в единый городской округ.

## Демография
В 1885 году в деревне проживало 319 человек, в 1905 году — 335 человек (165 мужчин, 170 женщин), в 1926 году — 406 человек (192 мужчины, 214 женщин). По переписи 2002 года — 11 человек (6 мужчин, 5 женщин). Население — 15 человек (2010).
| 1859 | 1868 | 1885 | 1905 | 1926 | 2002 | 2006 |
| ---- | ---- | ---- | ---- | ---- | ---- | ---- |
| 222  | ↗239 | ↗319 | ↗335 | ↗362 | ↘11  | ↘7   |
| 2010 |      |      |      |      |      |      |
| ↗15  |      |      |      |      |      |      |